# Jorge Baglietto
Jorge Baglietto Cobos (Lima, 12 de julio de 1958) es un cantante peruano de rock, pop y baladas. A fines de la década de los 70 tuvo una exitosa carrera como baladista participando en festivales como el de Ancón, Buga y Bolivia. En la década de los 80 ganaría fama internacional con su grupo de rock Autocontrol llegando hasta la MTV de esos años.

## Historia
Nació en Barranco, el 12 de julio de 1958. Pasó su niñez y adolescencia en Chucuito (Callao) , estudio en el Colegio San José Maristas del Callao. Practicante y campeón juvenil de remo (deporte). Estudio Comunicaciones en la Universidad de Lima. 
Debutó como cantante en el Festival Juvenil de la Canción del Callao en un cine teatro y cuya final fue televisada por Panamericana Televisión. Ganó el concurso de canto en Trampolín a la fama interpretando temas de Nino Bravo. Su primer tema grabado fue la balada "Porque te quiero dos veces" y luego el tema "Paloma" de Joshi Y Luigi con el que ganó el Festival de Sullana. 
En 1978 participó y ganó el Festival de Buga en Colombia , ese mismo año participaría en uno de los festivales más importantes de la de la música en el Perú, el Festival de Ancón donde compitió con artistas como Ricardo Montaner y Lucía de la Cruz, ocupando finalmente el segundo lugar. 
En 1979 gana el Festival de Bolivia realizado en Bolivia, (en este país grabó un LP). En Lima grabó para Sono Radio el LP titulado Simplemente Yo. Luego en 1981 por motivos de trabajo viajó a Estados Unidos. 
En 1983 participó del OTI 1983 representando a Estados Unidos con el tema "Has vencido". 
En 1987 formaría junto a su compatriota Arturo Barrientos y 3 norteamericanos uno de los grupos de rock más exitosos de la década de los 80, Autocontrol, grupo que tuvo actividad hasta inicios de los 90, que los llevó por giras en toda Latinoamérica incluyendo Estados Unidos, grabaron una miniserie en Colombia llamada "Por tu amor", basada en uno de los temas más populares de la banda. Luego la cadena MTV al ver que era una de las pocas bandas que tenían éxito en Estados Unidos cantando rock en español los llamaría La expresión más grande de la música de rock en español. 
Luego de la separación en 1990 de Autocontrol, se dedicaría a su profesión y en 1995 lanzaría un álbum en vivo titulado Remebranzas. En 2001 se vuelve a reunir con Barrientos y Autocontrol lanzaría su segunda producción de estudio titulada Y no estas. 
En 2012 lanza un sencillo como solista titulado "Amarte en silencio" y que fue incluida en la banda sonora de la serie de televisión La Tayson, corazón rebelde.

## Discografía
Como solista
- Simplemente Yo (Sono Radio 1979)
- Porque te quiero dos veces
- Festival Bolivia 79 (Editado en Bolivia 1979)
- Remembranzas (Álbum en vivo, Forastero Records 1995)

Con Autocontrol
- Sueños (CBS 1987)
- Y no estás (Sony Music 2001)